# Hakonen (sjö i Sotkamo, Kajanaland)
Hakonen är en sjö i kommunen Sotkamo i landskapet Kajanaland i Finland. Arean är 39 hektar och strandlinjen är 4,13 kilometer lång. Sjön  ingår i Uleälvens huvudavrinningsområde.   Den ligger omkring 30 kilometer sydöst om Kajana och omkring 460 kilometer norr om Helsingfors. 